# Kommissarin Lucas – Du bist mein
Du bist mein ist ein Film des ZDF, der Teil der Serie Kommissarin Lucas ist. Uwe Janson führte Regie bei dem 2023 ausgestrahlten Fernsehfilm. Für die Kriminalhauptkommissarin Ellen Lucas (Ulrike Kriener) ist es ihr 33. Fall insgesamt und ihr 3. Fall nach ihrer Versetzung von Regensburg nach Nürnberg. Das ZDF führte den Film mit den Worten ein: „Im Dachstuhl eines leer stehenden Hofes findet Kommissarin Ellen Lucas eine liebevoll aufgebahrte Frauenleiche – mumifiziert durch die Hitze eines Sommers.“ Lucas und ihre beiden engsten Mitarbeiter, Polizeihauptkommissar Werner Fitz, gespielt von Sebastian Schwarz und Kriminalkommissarin Betty Sedlacek (Claudia Kottal) sowie der neu hinzugekommene Kollege Sanjay Tirthankara (Lucas Janson) nehmen die Ermittlungen auf. Die Haupt-Gaststars dieser Folge sind Christian Erdmann, Matthias Weidenhöfer, Jan Krauter und Sheri Hagen.

## Handlung
Ein durch einen Landstreicher initiierter Anruf führt Kriminalhauptkommissarin Ellen Lucas und ihre Mitarbeiterin Betty Sedlacek zu einem schon länger leerstehenden Hof, da sich dort eine Leiche befinden soll. Erst nach längerem Suchen entdecken die Kommissarinnen eine bereits mumifizierte Frau im Dachstuhl des Gebäudes auf einem von einem Vorhang umgebenen Bett liegend. Die Gerichtsmedizinerin Alma Prokorny meint, die Tote sei wahrscheinlich an inneren Blutungen gestorben. Lucas vermutet, dass jemand die Frau auf dem Dachboden eingesperrt und festgehalten hat und sie bei einem Fluchtversuch abgestürzt sei. Der Täter habe sie dann wohl gefunden und wieder auf den Dachboden zurückgebracht. Schätzungsweise ist die Frau bereits seit einem Jahr tot. Die Mumifizierung ist durch natürliche Umstände eingetreten.
Auf dem Revier meldet sich Aygül Demirtas und behauptet, die Tote sei ihre Freundin Sarah Rothbauer. Sie selbst arbeite bei Rothbauer im Sägewerk, wo auch Sarah oft geholfen habe. Ihrem Mann Hinrich gehöre das Sägewerk. Sarah sei vor etwa einem Jahr verschwunden, sie habe sie bei der Wache Nürnberg als vermisst gemeldet mit der Vermutung, es sei etwas Schlimmes passiert. Bitter fügt sie hinzu, aber bei einer Roma interessiere das ja niemanden.
Lucas und Polizeihauptkommissar Werner Fitz suchen den Sägewerkbesitzer Hinrich Rothbauer auf. Er erzählt ihnen, dass seine Frau nach Rumänien zu ihrer Familie abgehauen sei. Sie habe ihm vor circa einem Jahr eine entsprechende SMS geschickt. Kriminalkommissarin Betty Sedlacek hingegen hat selbst Probleme, sie wird immer wieder von ihrem Freund, von dem sie sich gerade erst getrennt hat, mit Kurznachrichten bombardiert, da er die Trennung nicht akzeptieren will. Als Sedlacek die im Polizeidienst vorgeschriebenen Schießübungen absolviert, trifft sie auf Robert Wenting und lässt sich von dem charmanten Mann zu einer schnellen Motorradfahrt überreden, die dazu führt, dass beide etwas zusammen trinken und schließlich miteinander schlafen.
Das Ergebnis der DNA ergibt, dass es sich bei der Toten tatsächlich um Sarah Rothbauer handelt. In der verlassenen Scheune hat ein Bernhard O'Dray gewohnt. Er erzählt, dass er ein Buch schreibe und die Polizei seine Notizen durcheinandergebracht habe. Die Beamten sind schnell davon überzeugt, dass er nichts mit dem Fall zu tun hat.
Lucas verdächtigt immer noch Rothbauer, da sie nicht glauben kann, dass Rothbauer seine Frau aufgrund einer einzigen SMS einfach so aufgegeben hat. Von Aygül Demirtas erfährt Lucas, dass Sarah Rothbauer vor ihrem Verschwinden immer wieder Blumen und Anrufe bekommen habe. Auch ein schlecht verheilter Drehbruch spricht für Lucas These, das der Ehemann der Toten etwas mit deren Tod zu tun haben könnte. Die Ermittlungen ergeben jedoch, dass Rothbauers Angaben, die er für den fraglichen Zeitraum des Verschwindens seiner Frau gemacht hat, der Wahrheit entsprechen.
Sedlacek spricht inzwischen mit Manuel Arraz, der öfter mit Sarah feiern war. Er kümmert sich um deren Katze, da ihr Mann das nicht tue. Er meint, ihm sei nichts weiter aufgefallen. Sedlacek hingegen sticht ein Sascha Ondra ins Auge, der sich auffallend für den Fall zu interessieren scheint. Er ist ebenfalls einer der Nachbarn. Lucas sucht inzwischen mit Fitz das seinerzeit zuständige Polizeirevier auf, auf dem Demirtas zweimal vorstellig war. Als sie dort nachfragt, wo die Anzeige geblieben sei, reagiert der Beamte Frank Dörlitz ziemlich pampig. Dort trifft die Kommissarin auch auf Robert Wenting, ohne zu wissen, dass er ihrer Kollegin inzwischen Schwierigkeiten macht, nachdem Sedlacek ihm gesagt hat, dass das für sie eine einmalige Sache gewesen sei. Sedlacek vertraut sich zu diesem Zeitpunkt dem neuen Kollegen Sajay Tirthankara an und bittet ihn, das, was sie ihm nun zeige, für sich zu behalten. Sie hat ein Foto erhalten, auf dem sie mit nacktem Oberkörper zu sehen ist. Da Tirthankara Computerspezialist ist, möchte sie von ihm wissen, ob er das Foto löschen könne, auch beim Absender. Tirthankara gibt zu bedenken, dass das Nötigung, wenn nicht gar Erpressung sei. Sedlacek möchte den Vorfall jedoch nicht an die große Glocke hängen und Tirthankara meint, er werde es versuchen.
Nachdem Sedlacek zuhause etwas gegessen und getrunken hat, wird ihr auf einmal ganz schummrig und sie sieht alles verschwommen, bevor sie auf ihrem Bett zusammenbricht. Als sie wieder zu sich kommt und die Tür ihres Badezimmerschranks öffent, findet sie dort ein Foto von sich, auf dem sie halbnackt ist, das die Aufschrift trägt: „Du bist mein.“ Dann hält ihr auch schon jemand den Mund zu und alles wird dunkel. Als Sedlacek anderentags nicht zum Dienst erscheint, stellt Tirthankara fest, dass sowohl ihr privates als auch ihr Diensthandy die ganze Nacht aus war und inzwischen deaktiviert worden ist. Bei Lucas, Fitz und Tirthankara läuten die Alarmglocken. Schnell kommt man – auch durch den Hinweis von Tirthankara auf das Foto, das er löschen sollte – auf Robert Wenting. Dieser streitet jedoch ab, etwas mit Betty Sedlaceks Verschwinden zu tun zu haben.
Zum Kreis der Verdächtigen zählen außer Wenting noch Sedlaceks ehemaliger Freund Leo Schirmer sowie Manuel Arraz und Sascha Ondra. So suchen sie erst einmal Arraz auf und finden diesen vergiftet in seiner Garage vor. Lucas schaltet schnell, denn Arraz hat die Wohnung, in der sein Vater bis zu dessen Tod bewohnte, nicht gekündigt. Und warum hat er sich jetzt vergiftet? Und tatsächlich finden Lucas und Fitz Betty in dieser Wohnung festgeschnallt auf einem Tisch. Nachdem Lucas und Fitz Betty befreit haben und sich noch in der Wohnung umsehen, setzt Betty Sedlacek sich ins Auto und fährt davon. Lucas meint nur wenig später, sie glaube, dass Betty das allein machen wolle. Sie weiß inzwischen, dass nicht Arraz der Täter ist und sich sicher, dass er Sascha Ondra nur geholfen habe, sozusagen sein Lakai war und das alles nicht mehr wollte, erst durch die Ermittlungen habe er begriffen, was da abgehe, weshalb er sich auch umgebracht habe. Betty ist inzwischen in einem alten Turm, in dem Ondra haust, angekommen. Mit gezückter Waffe steht sie sodann dem Mann gegenüber, der sie gequält hat, und schießt Ondra, der tatsächlich der Täter ist, in den Fuß, der daraufhin brüllend zu Boden sinkt. Mit ausdruckslosem Gesicht tritt sie Lucas und Fitz gegenüber und stammelt: „Wir haben ihn. Er ist im Keller.“

## Produktion

### Produktionsnotizen
Die von der Olga Film verantwortete Produktion wurde unter den vorgegebenen Corona-Arbeitsschutzauflagen vom 2. März bis zum 10. Mai 2021 in München, Nürnberg (unter anderem in der Altstadt und auf dem Weinmarkt) und Umgebung gedreht. In der ZDFmediathek wurde der Film ab dem 25. Februar 2023 vorab zur Verfügung gestellt. Die Erstausstrahlung des Films zur Hauptsendezeit innerhalb der Reihe ZDF-Samstagskrimi erfolgte am 4. März 2023 im ZDF.
Bei Kommissarin Lucas handelt es sich um eine ZDF-Auftragsproduktion der Olga Film GmbH, München. Die Redaktion der Produktion im ZDF lag bei Solveig Cornelisen, die Produktionsleitung bei Ulrike Hauff, die Aufnahmeleitung bei Anja Giessing, Marc Dupont-Lavadoux und Tobias Wagnerberger und die Herstellungsleitung bei Steffen Günther. Stefan Adamczyk hatte das Produktionsmanagement fürs ZDF inne.
Der Kritiker Oliver Armknecht führte auf der Seite film-rezensionen aus, dass der Name Alan Smithee ein vorrangig in den USA gebräuchliches Pseudonyum für Filmschaffende sei, die in einem Werk nicht namentlich genannt werden wollen, und folgerte daraus, dass sich dieses Mitglied des Drehbuch-Trios bewusst war, das der Film und dessen Inhalt nur mäßig sei.
Für die Schauspielerin Claudia Kottal, die in der Rolle der Kriminalkommissarin Betty Sedlacek, zu sehen ist, ist dies die letzte Mitwirkung in dieser Rolle, in den beiden finalen Folgen ist sie nicht mehr zu sehen. Kottals frühzeitiger Abschied soll auf einer Rolle in einem  österreichischen Kinofilm beruhen, wie von der Produktionsfirma Olga Film mitgeteilt wurde. Die Termine insoweit hätten sich überschnitten.

### Veröffentlichung
Der am 4. März 2023 vom ZDF erstmals ausgestrahlte Film, ist gemeinsam mit den Folgen Goldrausch, Helden wie wir und Finale Entscheidung am 8. Dezember 2023 auf DVD erschienen, herausgegeben von der OneGate Media GmbH.

## Rezeption

### Einschaltquote
Bei der Erstausstrahlung von Kommissarin Lucas – Du bist mein am 4. März 2023 verfolgten in Deutschland insgesamt 6,02 Millionen Zuschauer die Filmhandlung, was einem Marktanteil von 21,8 Prozent für das Zweite Deutsche Fernsehen entsprach. In der als Hauptzielgruppe für Fernsehwerbung deklarierten Altersgruppe von 14–49 Jahren erreichte Du bist mein 0,59 Millionen Zuschauer und damit einen Marktanteil von 10,0 Prozent.

### Kritik
Rainer Tittelbach bewertete den Film auf seiner Seite tittelbach.tv mit vier von sechs möglichen Sternen und stellte fest, der Zuschauer wisse in der 33. Episode „sehr viel früher sehr viel mehr als die Ermittler, nicht zuletzt durch den Filmtitel ‚Du bist mein‘“. Der Krimi entwickle sich „zu einem Thriller, bei dem die Autoren allerdings auf den Whodunit nicht verzichtet“ hätten, „was dramaturgisch nicht unbedingt von Vorteil“ sei. Dennoch liege dieser Film „deutlich über dem ZDF-Krimireihen-Durchschnitt“. Gezeigt werde, „wie Bilder nicht nur den Film, sondern auch die Geschichte aufwerten“ könnten, „und dass die Form des Erzählens das Erzählte maßgeblich“ beeinflusse. „Für den atmosphärisch starken, konzentriert und straight erzählten Thriller“ sei es „besonders wichtig, dass Lucas’ neue Kollegen dem sachlichen, klaren Kommunikationsstil der Hauptfigur angepasst“ worden seien. Abschließend schrieb der Kritiker: „Der Selbstermächtigungs-Twist mit moderatem ‚Eine Frau sieht rot‘-Gestus ist zumindest ein Versuch, die Geschlechter-Verhältnisse geradezurücken. Dennoch: In einer Reihe mit einer reifen, emanzipierten Titelfigur ließe sich noch zeitgemäßer erzählen.“
Die Bewertung durch die Redaktion von TV Spielfilm fiel positiv aus, der Daumen zeigte nach oben, für Action und Erotik gab es einen von drei möglichen Punkten für Spannung zwei. Weiter hieß es, „die Spannung“ werde „konsequent gehalten“ und dem Zuschauer „keine Verschnaufpause vergönnt“, jede Befragung wecke „neues Misstrauen und Unwohlsein angesichts der übergriffigen Art einiger männlicher Charaktere“. Fazit: „Krimi um Frauenverachtung: fies, dicht und packend.“
Tilmann P. Gangloff befasste sich bei Evangelisch.de mit dem Film und schrieb eingangs seiner Bewertung, dass „schon die Ouvertüre nichts Gutes“ verheiße, „selbst wenn die Bilder mit den heiteren Klängen des Walzers ‚An der schönen blauen Donau‘ unterlegt“ seien. Auch Gangloff bescheinigte dem Film, dass die „Bildgestaltung außergewöhnlich“ sei. Die Ausstattung durch Gabi Pohl sei „ohnehin von sichtbarer Sorgfalt im Detail geprägt“. Auch die Handlung entwickle sich „in eine überraschende Richtung“. Nicht zu übersehen sei „der gesellschaftspolitische Anspruch des Films“, der mitunter „fast zuviel“ werde. Abschließend war der Kritiker der Meinung, dass es „in erster Linie die ausgezeichnete Bildgestaltung“ sei, den Film „aus dem Krimialltag herausragen“ lasse, und „das nicht nur wegen der verschiedenen Verfremdungen, die mal eine Narkose, mal einen Rausch“ illustrierten; auch „die mit Bedacht gewählten Blickwinkel der Kamera“ sorgten dafür, „dass sich viel in die Aufnahmen hineininterpretieren“ lasse.
Kai-Oliver Derks stellte bei Prisma fest, es sei „ein düsterer Fall, den Regisseur Uwe Janson bei seinem zweiten Engagement für die Reihe da auf die Beine gestellt“ habe. „Gedeckte Farben, viele Nachtszenen, Zeitlupen, Nahaufnahmen von Gesichtern und Hinweisen. Sogar eine schwarze Katze“ gebe es – „nein, so luftig-sonnig-leicht wie ‚Wilsberg‘ oder andere ZDF-Regionalkrimireihen“ wolle „‚Kommissarin Lucas‘ auch weiterhin nicht“ sein. „Umso erkennbarer indes“ sei „das Vorhaben, in der Reihe den Geboten unserer Zeit zu folgen“. Eine „divers angelegte Besetzung, dazu Dialoge, die die Debatten dieser Tage widerspiegeln“ würden – „die Wachsamkeit für Diskriminierungen und Missstände“ habe sich „die Reihe erkennbar auf die Fahne geschrieben“.
Oliver Armknecht bewertete die Folge für film-rezensionen und gab ihr vier von zehn erreichbaren Punkten. „Weiter führte er aus: In dem an Krimis nicht unbedingt armen deutschen Fernsehen gehört Kommissarin Lucas zu den Dauerbrennern. Zwar werden nicht so oft neue Filme produziert wie bei den meisten anderen Kollegen und Kolleginnen. Doch im Laufe der Zeit sind bei der 2003 gestarteten ZDF-Filmreihe eine ganze Reihe von Titeln zusammengekommen. Derzeit kommt pro Jahr ein neuer hinzu. Das bedeutet aber leider nicht, dass diese vielen Filme auch empfehlenswert sind.“ Der Film sei „anstrengend, ohne spannend zu sein“, stellte Armknecht fest, und somit fehle „ein plausibler Grund, warum man sich das anschauen“ solle. Das Fazit des Kritikers fiel folgendermaßen aus: „Viel zu rätseln gibt es in dem Krimi nicht, dazu sind die Figuren recht anstrengend, ohne spannend zu werden. Allenfalls die düstere Atmosphäre und die finsteren Settings sind einen Blick wert.“
Die Redaktion der Hörzu hingegen war anderer Meinung. Dort hieß es, dass es „den Machern gelungen“ sei, der „Krimireihe einen neuen Anstrich zu verleihen“. Gelobt wird, dass Lucas sich bemühe, mehr Teamgeist an den Tag zu legen und auf ihre Kollegen mehr einzugehen, was der Serie gut tue. Der Fall bleibe „bis zum Schluss spannend“, wobei „viele ‚falsche Fährten‘“ dafür sorgten, „dass man nicht direkt erraten“ könne, „wer hier der Täter oder die Täterin“ sei. Hinzu kämen „stimmungsvolle Bilder, die der Geschichte noch mehr Tiefe geben“ würden. „Ein guter 33. Fall für die ZDF-Ermittlerin!“